# Nati nel 1945/Senza giorno specificato
| Questa pagina contiene informazioni ricavate automaticamente dalle voci biografiche con l'ausilio del template Bio e di un bot. L'aggiornamento è periodico e automatico e ricostruisce completamente la pagina. Se manca una persona in questa lista, sei pregato di non aggiungerla, ma accertati piuttosto che la sua voce biografica contenga il template Bio e che i dati anagrafici siano correttamente compilati. Se il template Bio manca, inseriscilo tu stesso o, in alternativa, metti l'avviso {{tmp\|Bio}} che ne segnala la mancanza. Se i dati riportati sono sbagliati, correggi direttamente la voce biografica; le modifiche saranno visibili in questa lista entro pochi giorni. Per chiarimenti vedi il progetto biografie. La lista contiene solo le 186 persone che sono citate nell'enciclopedia e per le quali è stato implementato correttamente il template Bio. Pagina aggiornata al 18 ago 2025. |

- Bente Aanjesen, ex sciatrice alpina norvegese
- Malka Adler, scrittrice israeliana
- Bill Allen, ex cestista statunitense
- James Peter Allen, egittologo statunitense
- Gabriele Amadori, artista, scenografo e regista italiano († 2015)
- Marc Angel, rabbino statunitense
- Mike Archer, zoologo australiano
- Karl Augustesen, astronomo danese
- Valda Aviks, attrice e soprano lettone
- Livio Baistrocchi, brigatista italiano
- Ola Balogun, regista e scrittore nigeriano
- Francesco Barbagallo, storico italiano
- Nella Bellero, cantante italiana
- Franco Bellucci, artista italiano († 2020)
- Hans Bergman, ex sciatore alpino svedese
- Virginia Birimisa, ex sciatrice alpina statunitense
- Sue Birtwistle, produttrice televisiva e autrice televisiva britannica
- Luigi Borgomaneri, storico italiano
- Daniel Borroni, cestista uruguaiano († 2024)
- Alicia Borrás, modella spagnola
- Bruce Botnick, produttore discografico statunitense
- Nouri Bouzid, regista e sceneggiatore tunisino
- Gaëtan Brulotte, scrittore, sceneggiatore e saggista canadese
- Vashti Bunyan, cantautrice inglese
- Dino Cabano, cantante, bassista e compositore italiano
- Robert Cahen, artista francese
- Michel Callon, sociologo e ingegnere francese († 2025)
- Claude Campos, ex calciatore brasiliano
- Mario Capuano, musicista, compositore e produttore discografico italiano
- Christopher Carr, ex ballerino britannico
- Daniel Carter, sassofonista, flautista e clarinettista statunitense
- Raffaele Cascone, conduttore radiofonico e giornalista italiano
- Emilio Cavallini, stilista e imprenditore italiano
- Mohamed Cherkaoui, sociologo e scrittore marocchino
- Rita Cirio, saggista, drammaturga e giornalista italiana
- James Clifford, antropologo statunitense
- Antonio Coco, storico italiano († 2010)
- Guillermo Vázquez Consuegra, architetto spagnolo
- Damiano Dattoli, bassista e compositore italiano
- Ato Delaquis, artista ghanese
- Pierre Delforge, botanico belga
- Enzo Di Pisa, autore televisivo italiano († 1978)
- Sue Ann Downey, modella statunitense
- John Dransfield, botanico britannico
- Abdelkader El Khiati, ex calciatore marocchino
- Vincenzo Esposito, scrittore italiano
- Adebisi Fabunmi, artista ghanese
- Gilberto Faggioli, bassista italiano
- Ali Fallahian, politico e religioso iraniano
- Josip Farčić, ex cestista jugoslavo
- Abdirahman Mohamud Farole, politico somalo
- Marie-Paule Fellay, ex sciatrice alpina svizzera
- Madeleine Felli, ex sciatrice alpina svizzera
- Naïdé Ferchiou, archeologa tunisina († 2013)
- Armando Fernández, fumettista argentino († 2019)
- Carole Feuerman, artista statunitense
- Michael Freeman, fotografo e giornalista britannico
- Frederic Friedel, giornalista e imprenditore tedesco
- Franco Fuschi, militare, agente segreto e serial killer italiano († 2009)
- Adelaida García Morales, scrittrice spagnola († 2014)
- Wolfgang Peter Geller, fotografo tedesco
- Kathleen Gilje, pittrice e restauratrice statunitense
- Maddalena Gillia, attrice italiana
- Isabelle Girard, ex sciatrice alpina svizzera
- Luciano Giuliani, cornista italiano
- Silvino Gonzato, giornalista, saggista e scrittore italiano
- Martin Green, rugbista a 15 e allenatore di rugby a 15 britannico
- Robert Griess, matematico statunitense
- Franca Grisoni, poetessa italiana
- András Gyárfás, matematico ungherese
- Mohammad Hassan Akhund, politico afghano
- Rauf Hassan, scrittore curdo
- Carole Hayman, scrittrice, sceneggiatrice e giornalista britannica
- Mohammed Hazzaz, calciatore marocchino († 2018)
- Gret Hefti, ex sciatrice alpina svizzera
- Jan Henden, ex sciatore alpino norvegese
- Edith Hiltbrand, ex sciatrice alpina svizzera
- Miles Hilton-Barber, sportivo britannico
- Mary Hoffman, scrittrice inglese
- Merlin Holland, biografo britannico
- Jan Hrábek, direttore d'orchestra, arrangiatore e compositore ceco († 2003)
- Kurt Huggler, dirigente sportivo e ex sciatore alpino svizzero
- Vivien Hübert, ex sciatrice alpina norvegese
- Firyal Irshaid, principessa giordana
- Dan Irwin, ex sciatore alpino canadese
- Bert Irwin, ex sciatore alpino canadese
- Ousmane Issoufi Maïga, politico maliano
- Joe Jay Jalbert, produttore cinematografico, regista cinematografico e ex sciatore alpino statunitense
- Madeleine Jelly, ex sciatrice alpina svizzera
- Dušan Kalmančok, astronomo slovacco
- Hans Kitzmüller, germanista e traduttore italiano
- Eva Johnson, drammaturga australiana
- Karen Korfanta, dirigente sportiva, allenatrice di sci alpino e ex sciatrice alpina statunitense
- Ton van der Kroon, ex cestista olandese
- Silvana La Spina, scrittrice italiana
- Abderraouf Laghrissi, ex cestista marocchino
- Ernesto Lamagna, scultore italiano
- Lesley Langley, modella e attrice britannica
- André Lefevere, linguista belga († 1996)
- Margaret Leng Tan, compositrice e pianista cinese
- Fabrizio Levati, allenatore di calcio e dirigente sportivo italiano († 1995)
- Mauritz Lindström, ex sciatore alpino svedese
- Seppo Linnainmaa, matematico e informatico finlandese
- Pepe de Lucía, cantante e produttore discografico spagnolo
- Bob Ludwig, tecnico del suono statunitense
- Tom Maddox, autore di fantascienza statunitense († 2022)
- Angelo Maggio, attore italiano
- Baghdadi Mahmudi, politico libico
- Emilio Martínez Lázaro, regista e sceneggiatore spagnolo
- Mirta Massa, modella argentina
- Pietro Mazzola, botanico e biologo italiano († 2024)
- Aleksandr Melamid, pittore russo
- Jonna Mendez, agente segreto e scrittrice statunitense
- Luciano Michelini, compositore, pianista e organista italiano
- Marisa Mion, ex sciatrice alpina italiana
- Richie Moore, ex cestista statunitense
- Irene Morales, modella venezuelana
- Philippe Muray, scrittore e saggista francese († 2006)
- Gerry Murphy, dirigente sportivo, allenatore di rugby a 15 e rugbista a 15 irlandese
- María de las Nieves Muñiz Muñiz, filologa, traduttrice e italianista spagnola
- Samba Felix N'Diaye, regista senegalese († 2009)
- Mehran Karimi Nasseri, criminale iraniano († 2022)
- Rudol'f Nesterov, cestista sovietico († 2017)
- Elisabeth Norlén, ex sciatrice alpina svedese
- Giorgio Nottoli, musicista e compositore italiano
- Benjamin Nzimbi, arcivescovo anglicano keniota
- Elena Osipova, artista e attivista russa
- Charlemagne Palestine, compositore, artista e scultore statunitense
- Errol Palmer, ex cestista statunitense
- Carlo Panfilla, serial killer italiano
- Sandro Panseri, attore italiano († 2023)
- Raymond Patriarca Jr., mafioso statunitense
- Daniele Patucchi, compositore e bassista italiano († 2015)
- Adriano Petta, scrittore e storico italiano
- Tony Pierce-Roberts, direttore della fotografia britannico
- Georges Piletta, ex ballerino francese
- Carlo Pirola, compositore italiano
- André Pomerleau, ex sciatore alpino canadese
- Giulio Pozzi, fisico italiano
- Christa Prinzing, ex sciatrice alpina tedesca
- Graziella Priulla, sociologa e saggista italiana
- Raymond Rahme, giocatore di poker sudafricano
- Jørgen Randers, economista e ecologo norvegese
- Iben Nagel Rasmussen, attrice teatrale danese
- Jaime Riera Rehren, scrittore cileno
- Gauntlett Rowe, calciatore giamaicano († 1980)
- Naomi Sagara, cantante giapponese
- Stephen Sansweet, scrittore statunitense
- Gennaro Michele Scandiffio, pittore italiano († 2023)
- Quintino Scolavino, pittore italiano († 2020)
- Avi Shlaim, storico israeliano
- Gianni Silvestri, scenografo italiano († 2009)
- Arkan Simaan, scrittore, saggista e storico della scienza libanese
- Stephen Singer-Brewster, astronomo statunitense
- Cheick Oumar Sissoko, regista e politico maliano
- Lionel Snell, esoterista e scrittore britannico
- Andrej Soklič, ex sciatore alpino sloveno
- Ibrahim Souss, scrittore palestinese
- Ed Stasium, musicista e produttore discografico statunitense
- Peter Stevens, designer britannico
- Randy Stoll, ex cestista statunitense
- Ian Tattersall, antropologo inglese
- Robert K. G. Temple, scrittore statunitense
- Roberto Tesi, giornalista e economista italiano
- Bruce Tognazzini, informatico statunitense
- Toshio Saeki, illustratore e pittore giapponese († 2019)
- Giacomo Tosti, cantante e produttore discografico italiano
- Sidya Touré, politico guineano
- Duccio Trassinelli, designer italiano
- Donatella Turri, attrice italiana
- Zdeňka Vávrová, astronoma ceca
- Mariarosa Vigliani, ex sciatrice alpina italiana
- Luigi Villa, sportivo italiano
- Abdul Rahim Wardak, politico afghano
- Tom Werman, produttore discografico statunitense
- Paul Whitehead, illustratore inglese
- Peter Lamborn Wilson, filosofo, mistico e saggista statunitense († 2022)
- Riken Yamamoto, architetto giapponese
- Yasuda Kan, scultore giapponese
- Vincenzo Zappalà, astronomo italiano
- Nancy Zaroulis, scrittrice statunitense
- Zuhair al Jezairy, giornalista iracheno
- Mahmud al-Zahar, terrorista e politico palestinese
- Sultan Hashim Ahmad al-Tai, generale e politico iracheno († 2020)
- Adina bar-Shalom, insegnante, opinionista e attivista israeliana
- Fayṣal bin Fahd Āl Saʿūd, principe, politico e dirigente sportivo saudita († 1999)